# Mauro Gianetti
Mauro Gianetti (født 16. marts 1964 i Lugano) er en schweizisk sportsdirektør, og en tidligere rytter i professionel landevejscykling.